# Dippels olja
Dippels olja, rektificerad hjorthornsolja, Oleum animale Dippelii, var ett läkemedel som förekom i äldre farmakopéer. Den har uppkallats efter Johann Konrad Dippel, som på 1700-talet hävdade (bland annat i sin doktorsavhandling 1711) att den var en universalmedicin.

## Tillverkning
Oljan erhölls genom fraktionerad pyrolys av kvävehaltiga djurdelar (främst ben och horn) och var en färglös, men strax gulaktig eller brun, vätska med obehaglig, genomträngande lukt. Den bestod huvudsakligen av alifatiska kolväten, många av dem med kvävehaltiga funktionella grupper som nitriler pyrroler, amider och pyridiner.

## Användning
Dippels olja förekom i Svenska farmakopén i uppl. 6 som oleum cornus cervi empyreumaticum, i uppl. 7 (1883) som pyroleum animale crudum, men ersattes sedan med en renare form, renad benolja pyroleum animale.
Den brukades mot tyfus, "nervkrämpor" (som epilepsi och hysteri) och, efter tillsats av tre delar terpentinolja, som Oleum contra Taeniam Chaberti, mot binnikemask, som antihysteriskt och krampstillande medel i Prinsens droppar och hjorthornsdroppar, och fanns länge kvar i folkmedicinen som läkemedel.
I Diderots Encyclopédie konstaterades 1765 att det saknades belägg för att oljan var verksam mot epilepsi.